# Мови повноетнічні повнотериторіальні
Повноетнічні повнотериторіальні мови — це мови, що є надбанням усього етносу, який має свою державу. Вони мають статус державних і слугують засобом спілкування на території всієї держави. До повноетнічних повнотериторіальних мов належать грецька, албанська, більшість слов'янських мов, зокрема польська, чеська, словацька, болгарська, македонська, словенська, сербська, хорватська, боснійська, чорногорська.